# Alain Noury
Alain Noury (* 4. November 1945 in Paris) ist ein französischer
Filmschauspieler.

## Leben
Noury, als dessen bürgerlicher Name Alain Jean Bourdon-Noury angegeben wird, wurde in Deutschland vor allem durch einige Filme bekannt, die in den 1970er Jahren als internationale, meist deutsch-französische Koproduktionen entstanden. So spielte er unter der Regie von Alfred Vohrer 1971 in Und Jimmy ging zum Regenbogen nach dem Roman von Johannes Mario Simmel, 1972 ebenfalls unter der Regie Vohrers in dem Melodram Und der Regen verwischt jede Spur und 1975 in dem Erotikfilm Die Geschichte der O.
In Und Jimmy ging zum Regenbogen spielte Noury den jungen Argentinier Manuel Aranda, der den mysteriösen Mord an seinem Vater aufklären will. In Wien angekommen, wird er von Vertretern verschiedener Geheimdienste bedrängt, die eine mysteriöse Formel von ihm fordern. Es stellt sich heraus, dass sein Vater früher für die Nazis gearbeitet hat, und es sich bei der Formel um die für die Herstellung eines Nervengases handelt. Das Lexikon des internationalen Films urteilt: Aufwendig und effektvoll inszenierte Bestseller-Verfilmung, die Probleme der Gegenwart und Vergangenheit als Hintergrund für eine letztlich schwülstig und unglaubwürdig geratene Mischung aus Krimi, Agentenfilm und Schnulze mißbraucht.
In Und der Regen verwischt jede Spur, einer ergreifenden Romanze nach der Novelle Schneesturm von Alexander Puschkin, spielte Alain Noury einen französischen Studenten, der sich in eine Deutsche verliebt. Der Film wurde mit dem Filmprädikat
„Wertvoll“ ausgezeichnet.
Noury galt in den 1970er-Jahren als hoffnungsvolles Talent des europäischen Kinos, schaffte aber nie den großen Durchbruch. Einige seiner wichtigsten Rollen in jenen Jahren zeigten Noury nackt, so als Dino, den homosexuellen Geliebten Helmut Bergers in Der letzte Tanz des blonden Teufels, und als Sergio Vitale, den schwulen Lover von Manuel de Blas in Le protecteur (Der eiskalte Job). Alain Noury war bald auf Erotikfilme wie Die Geschichte der O. abonniert.
Von Mitte der 1970er Jahre bis in die 1990er Jahre trat er fast nur noch in jugoslawischen Produktionen auf, so als verführerischer ausländischer Nudist in Živko Nikolićs Schönheit der Sünde.

## Privates
Alain Noury ist mit der gebürtigen Belgraderin Dorina Moldovan (* 1958) verheiratet und konvertierte für sie zur Orthodoxie. Sie haben zwei Töchter, Lucrèce und Héloïse. Letztere ist Ballerina.

## Filme (Auswahl)
- 1967: Le grand Meaulnes
- 1969: Plagio
- 1970: Die Weibchen
- 1970: Sex-Power
- 1971: Der letzte Tanz des blonden Teufels (Un beau monstre)
- 1971: Und Jimmy ging zum Regenbogen
- 1972: Und der Regen verwischt jede Spur
- 1973: Profession: Aventuriers
- 1974: Le protecteur
- 1974: Die Nächte der Gamiani
- 1975: Die Geschichte der O
- 1976: Sturmtrupp in die Hölle (Vrhovi zelengore)
- 1981: Friedenszeit in Paris (Sezona mira u Parizu)
- 1986: Schönheit der Sünde (Lepota poroka)
- 1986: Protestni album
- 1989: Iskusavanje djavola
- 1990: Poslednji valcer u Sarajevu